# 圓斑食植瓢蟲
圓斑食植瓢蟲（学名：Epilachna maculicollis）为瓢蟲科食植瓢蟲屬下的一个种。